# Токушима (префектура)
Токушима (на японски: 徳島県, по английската Система на Хепбърн Tokushima-ken, Токушима-кен) е една от 47-те префектури на Япония. Токушима е с население от 824 108 жители (1 октомври 2001 г.) и има обща площ от 4144,95 км². Едноименният град Токушима е административният център на префектурата.